# Jungke Gajah
Jungke Gajah is een bestuurslaag in het regentschap Bener Meriah van de provincie Atjeh, Indonesië. Jungke Gajah telt 431 inwoners (volkstelling 2010).